# Вписанный четырёхугольник

Примеры вписанных четырёхугольников.

Вписанный четырёхугольник — это  четырёхугольник, вершины которого лежат на одной окружности. Эта окружность называется описанной. Обычно предполагается, что четырёхугольник выпуклый, но бывают и самопересекающиеся вписанные четырёхугольники. Формулы и свойства, данные ниже, верны только для выпуклых четырёхугольников.
Все треугольники имеют описанные окружности, но не все четырёхугольники. 
Примером четырёхугольника, который нельзя вписать в окружность, может служить ромб (если только он не является квадратом). Секция «Свойства» ниже даёт необходимые и достаточные условия, чтобы вокруг четырёхугольника можно было описать окружность.

## Специальные случаи
Любые квадраты, прямоугольники, равнобедренные трапеции или антипараллелограммы можно вписать в окружность. Дельтоид можно вписать в том и только в том случае, когда у него два угла прямые.  Бицентричный четырёхугольник — это вписанный четырёхугольник, который также является и описанным,  а внешне бицентричный четырёхугольник — это вписанный четырёхугольник, который является также 
внешне описанным.

## Свойства
- Первый критерий вписанности четырёхугольника. Выпуклый невырожденный четырёхугольник является вписанным тогда и только тогда, когда четыре серединных перпендикуляра, проведённых к каждой из сторон, пересекаются в одной точке[1].
- Второй критерий вписанности четырёхугольника. Выпуклый четырёхугольник {\displaystyle \displaystyle ABCD} является вписанным тогда и только тогда, когда противоположные углы в сумме дают 180°, то есть[2].

{\displaystyle A+C=B+D=180^{\circ }.}
- Другой вариант первого критерия вписанности четырёхугольника. Теорема была Предложением 22 в книге 3 Евклида Начала[3]. Эквивалентно, выпуклый четырёхугольник является вписанным тогда и только тогда, когда смежный угол равен противоположному внутреннему углу.
- Третий критерий вписанности четырёхугольника. Около четырёхугольника можно описать окружность тогда и только тогда, когда любая пара его противоположных сторон антипараллельна.
- Четвертый критерий вписанности четырёхугольника. Другой критерий для того, чтобы выпуклый четырёхугольник {\displaystyle \displaystyle ABCD} был вписанным, требует, чтобы угол между стороной и диагональю был равен углу между противоположной стороной и другой диагональю[4]. Например,

{\displaystyle \angle ACB=\angle ADB.}
- Пятый критерий вписанности четырёхугольника. Неравенство Птолемея утверждает, что произведение длин двух диагоналей p и q четырёхугольника равно сумме произведений противоположных сторон, только если четырёхугольник вписан: [5]

{\displaystyle \displaystyle pq=ac+bd.}
- Шестой критерий вписанности четырёхугольника. Если две прямые, из которых одна содержит отрезок AC, а другая — отрезок BD, пересекаются в точке E, то четыре точки A, B, C, D лежат на окружности тогда и только тогда, когда[6]

{\displaystyle AE\cdot EC=BE\cdot ED.}
Точка пересечения E может лежать как внутри, так и вне окружности. В первом случае это будет вписанный четырёхугольник ABCD, а во втором — вписанный четырёхугольник ABDC. Если пересечение лежит внутри, равенство означает, что произведение отрезков, на которые точка E делит одну диагональ, равно произведению отрезков другой диагонали. Это утверждение известно как теорема о пересекающихся хордах, поскольку диагонали вписанного четырёхугольника являются хордами описанной окружности.
- Седьмой критерий вписанности четырёхугольника. Выпуклый четырёхугольник ABCD является вписанным тогда и только тогда, когда [7]

{\displaystyle \tan {\frac {A}{2}}\tan {\frac {C}{2}}=\tan {\frac {B}{2}}\tan {\frac {D}{2}}=1.}
 .

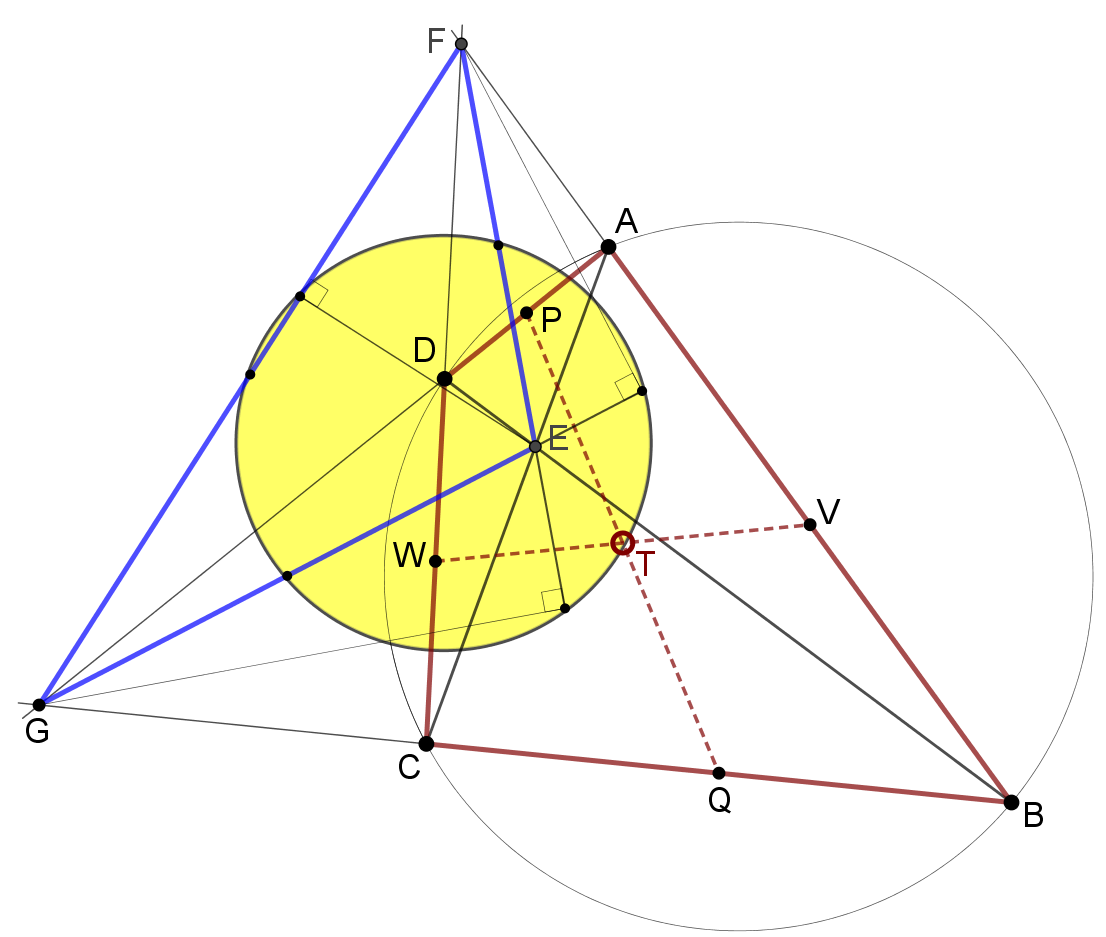
ABCD - циклический четырехугольник, в котором E - точка пересечения диагоналей, F - точка пересечения продолжений сторон AD и BC, G - точка пересечения продолжений сторон AB и CD.(см. рис.) - окружность девяти точек треугольника EFG. Точка T пересечения средних линий ABCD принадлежит окружности.

- Восьмой критерий вписанности четырёхугольника. Пусть {\displaystyle \displaystyle ABCD} выпуклый четырехугольник, в котором {\displaystyle \displaystyle E} - точка пересечения диагоналей, {\displaystyle \displaystyle F} - точка пересечения продолжений сторон {\displaystyle \displaystyle AD} и {\displaystyle \displaystyle BC}, {\displaystyle \displaystyle G} - точка пересечения продолжений сторон {\displaystyle \displaystyle AB} и {\displaystyle \displaystyle CD}. И пусть {\displaystyle \displaystyle \omega } - окружность девяти точек треугольника {\displaystyle \displaystyle EFG}. {\displaystyle \displaystyle ABCD} является циклическим четырехугольником тогда и только тогда, когда точка пересечения его средних линий лежит на окружности {\displaystyle \displaystyle \omega }.[8][9][10] (см. рис.)

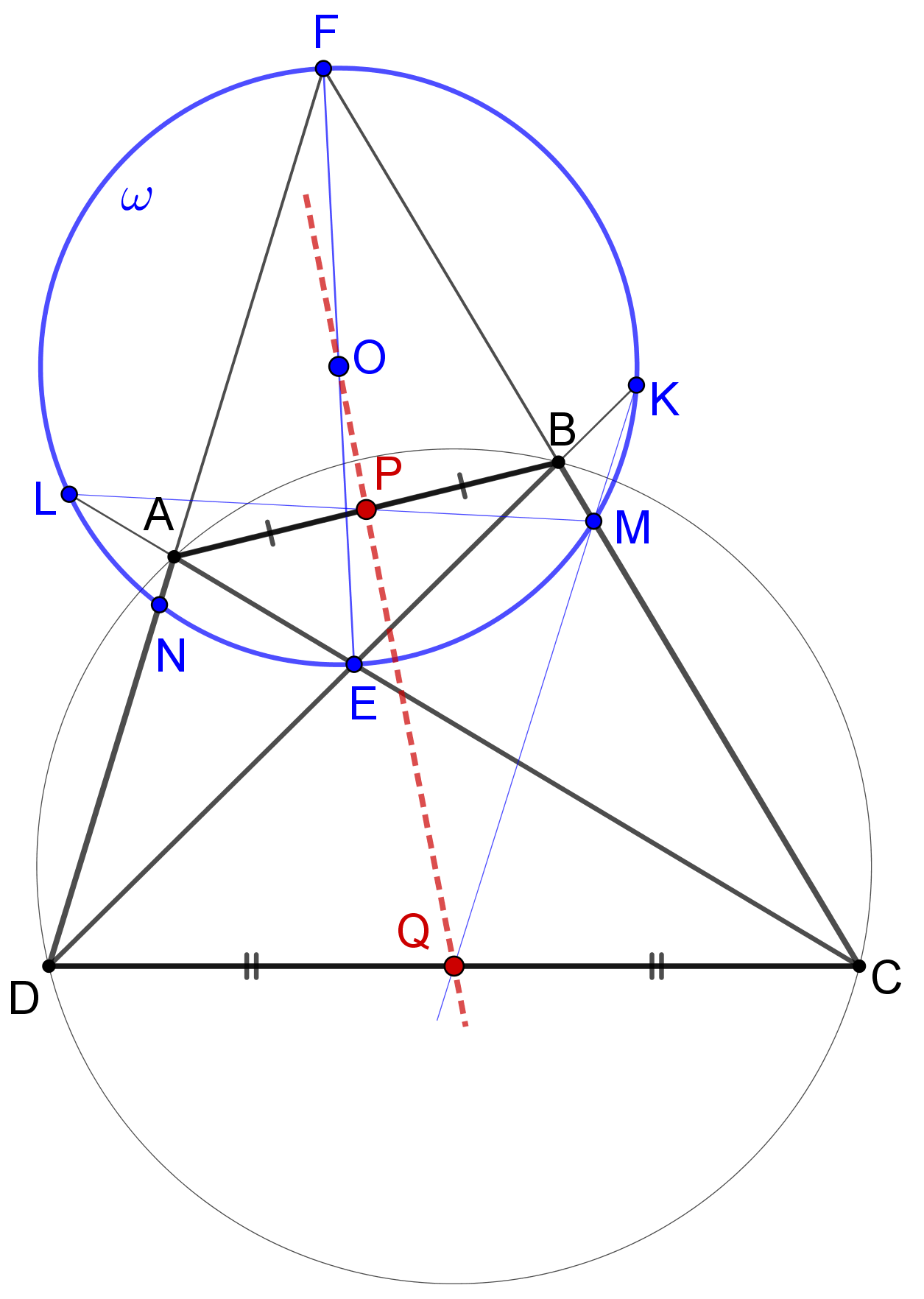
ABCD является циклическим четырехугольником. E - точка пересечения диагоналей, F - точка пересечения продолжений сторон BC и AD. - окружность, диаметр которой является отрезком EF. P и Q - точки Паскаля, сформированные с помощью окружности.

- Девятый критерий вписанности четырёхугольника. В выпуклом четырехугольнике {\displaystyle \displaystyle ABCD} пусть {\displaystyle \displaystyle E} - точка пересечения диагоналей, {\displaystyle \displaystyle F} - точка пересечения продолжений сторон {\displaystyle \displaystyle AD} и {\displaystyle \displaystyle BC}, и пусть {\displaystyle \displaystyle \omega } - окружность, диаметр которой является отрезком {\displaystyle \displaystyle EF}, формирующая точки Паскаля {\displaystyle \displaystyle P} и {\displaystyle \displaystyle Q} на сторонах {\displaystyle \displaystyle AB} и {\displaystyle \displaystyle CD}.(см. рис.)

(1) {\displaystyle \displaystyle ABCD} является циклическим четырехугольником тогда и только тогда, когда точки {\displaystyle \displaystyle P} и {\displaystyle \displaystyle Q} коллинеарные с центром {\displaystyle \displaystyle O} окружности {\displaystyle \displaystyle \omega }. 

 (2) {\displaystyle \displaystyle ABCD} является циклическим четырехугольником тогда и только тогда, когда точки {\displaystyle \displaystyle P} и {\displaystyle \displaystyle Q} являются серединами сторон {\displaystyle \displaystyle AB} и {\displaystyle \displaystyle CD}. .
- Десятый критерий вписанности четырёхугольника. Условие, при котором совмещение двух треугольников с одной равной стороной даёт четырёхугольник, вписанный в окружность[12]. Для того, чтобы два треугольника с тройками длин сторон соответственно (a, b, f) и (c, d, f) при их совмещении вдоль общей стороны с длиной, равной f, давали в итоге четырёхугольник, вписанный в окружность с последовательностью сторон (a, b, c, d), необходимо условие[13]:84

{\displaystyle f^{2}={\frac {(ac+bd)(ad+bc)}{(ab+cd)}}.}
- Замечание. Последнее условие даёт выражение для диагонали f четырёхугольника, вписанного в окружность, через длины четырёх его сторон (a, b, c, d). Эта формула немедленно следует при перемножении и при приравнивании друг другу левых и правых частей формул, выражающих суть первой и второй теорем Птолемея.

Теорема Микеля-Штейнера для четырёхстронника

- Одиннадцатый критерий вписанности четырёхугольника. Выпуклый четырёхугольник (см. рис. справа), образованный четырьмя данными прямыми Микеля, вписан в окружность тогда и только тогда, когда точка Микеля M четырёхугольника лежит на прямой, соединяющей две из шести точек пересечения прямых (те, которые не являются вершинами четырёхугольника). То есть, когда M лежит на EF (см. рис. справа).

## Площадь
Площадь S вписанного четырёхугольника со сторонами a, b, c, d задаётся формулой Брахмагупты
{\displaystyle S={\sqrt {(p-a)(p-b)(p-c)(p-d)}}}
где p, полупериметр, равен {\displaystyle p={\tfrac {1}{2}}(a+b+c+d)}. Утверждение является следствием соотношения Бретшнайдера, поскольку противоположные углы в сумме дают 180°. Если же d= 0, вписанный четырёхугольник становится треугольником, и равенство превращается в формулу Герона.
Вписанный четырёхугольник имеет максимальную площадь среди всех четырёхугольников, имеющих ту же последовательность длин сторон. Это другое следствие соотношения Бретшнайдера. Утверждение можно доказать с помощью математического анализа.
Четыре неравные длины, каждая из которых меньше суммы остальных трёх, являются сторонами трёх неконгруэнтных вписанных четырёхугольников, и по формуле Брахмагупты все эти треугольники имеют одинаковую площадь. В частности, для сторон a, b, c и d сторона a может быть противоположной любой из сторон b, c или d. Любые два из этих трёх вписанных четырёхугольников имеют диагональ одинаковой длины.
Площадь вписанного четырёхугольника с последовательными сторонами a, b, c, d и углом B между сторонами a и b можно выразить формулой
{\displaystyle S={\tfrac {1}{2}}(ab+cd)\sin {B}}
или
{\displaystyle S={\tfrac {1}{2}}(ac+bd)\sin {\theta }}
где θ — любой угол между диагоналями. Если угол A не является прямым, площадь можно выразить формулой 
{\displaystyle S={\tfrac {1}{4}}(a^{2}-b^{2}-c^{2}+d^{2})\tan {A}.}
Ещё одна формула площади 
{\displaystyle S=2R^{2}\sin {A}\sin {B}\sin {\theta }}
где R — радиус описанной окружности. Прямым следствием будет 
{\displaystyle S\leq 2R^{2}},
и неравенство превращается в равенство в том и только в том случае, когда четырёхугольник является квадратом.

## Диагонали
Во вписанном четырёхугольнике с вершинами A, B, C, D (в указанной последовательности) и сторонами a = AB, b = BC, c = CD и d = DA длины диагоналей p = AC и q = BD можно выразить через стороны 
{\displaystyle p={\sqrt {\frac {(ac+bd)(ad+bc)}{ab+cd}}}}
и
{\displaystyle q={\sqrt {\frac {(ac+bd)(ab+cd)}{ad+bc}}}}
что даёт равенство Птолемея
{\displaystyle pq=ac+bd.}

Согласно второй теореме Птолемея,
{\displaystyle {\frac {p}{q}}={\frac {ad+bc}{ab+cd}}}
при тех же обозначениях, что и прежде.
Для суммы диагоналей имеем неравенство 
{\displaystyle p+q\geq 2{\sqrt {ac+bd}}.}
Неравенство становится равенством в том и только в том случае, когда диагонали имеют одинаковую длину, что можно показать, используя неравенство между средним арифметическим и средним геометрическим.
Более того,
{\displaystyle (p+q)^{2}\leq (a+c)^{2}+(b+d)^{2}.}
В любом выпуклом четырёхугольнике две диагонали делят четырёхугольник на четыре треугольника. Во вписанном четырёхугольнике противоположные пары этих четырёх треугольников подобны.
Если M и N являются средними точками диагоналей AC и BD, то
{\displaystyle {\frac {MN}{EF}}={\frac {1}{2}}\left|{\frac {AC}{BD}}-{\frac {BD}{AC}}\right|}
где E и F — точки пересечения противоположных сторон.
Если ABCD — вписанный четырёхугольник и AC пересекает BD в точке P, то 
{\displaystyle {\frac {AP}{CP}}={\frac {AB}{CB}}\cdot {\frac {AD}{CD}}.}

## Формулы углов
Для вписанного четырёхугольника со сторонами a, b, c, d, полупериметром p и углом A между сторонами a и d тригонометрические функции угла A равны
{\displaystyle \cos A={\frac {a^{2}+d^{2}-b^{2}-c^{2}}{2(ad+bc)}},}
{\displaystyle \sin A={\frac {2{\sqrt {(p-a)(p-b)(p-c)(p-d)}}}{(ad+bc)}},}
{\displaystyle \tan {\frac {A}{2}}={\sqrt {\frac {(p-a)(p-d)}{(p-b)(p-c)}}}.}
Для угла θ между диагоналями выполняется
{\displaystyle \tan {\frac {\theta }{2}}={\sqrt {\frac {(p-b)(p-d)}{(p-a)(p-c)}}}.}
Если продолжения противоположных сторон a и c пересекаются под углом {\displaystyle \phi }, то
{\displaystyle \cos {\frac {\phi }{2}}={\sqrt {\frac {(p-b)(p-d)(b+d)^{2}}{(ab+cd)(ad+bc)}}}}
где p — полупериметр

## Формула Парамешвары
Для вписанного четырёхугольника со сторонами {\displaystyle a}, {\displaystyle b}, {\displaystyle c} и {\displaystyle d} (в указанной последовательности) и полупериметром {\displaystyle p} радиус описанной окружности задаётся формулой
{\displaystyle R={\dfrac {1}{4}}{\sqrt {\dfrac {(ab+cd)(ac+bd)(ad+bc)}{(p-a)(p-b)(p-c)(p-d)}}}.}
Формула была выведена индийским математиком Ватассери Парамешварой в 15 веке.
Используя формулу Брахмагупты, формулу Парамешвары можно преобразовать в
{\displaystyle 4SR={\sqrt {(ab+cd)(ac+bd)(ad+bc)}}},
где {\displaystyle S} — площадь вписанного четырёхугольника.

## Антицентр и коллинеарность
Четыре отрезка прямых, перпендикулярных одной стороне вписанного четырёхугольника и проходящих через середину противоположной стороны, пересекаются в одной точке. Эта точка пересечения называется антицентром. Антицентр симметричен центру описанной окружности относительно  "вершинного центроида". Таким образом, во вписанном четырёхугольнике центр описанной окружности, "вершинный центроид" и антицентр лежат на одной прямой.
Если диагонали вписанного четырёхугольника пересекаются в точке P, а середины диагоналей — V и W, то антицентр четырёхугольника является ортоцентром треугольника VWP, а вершинный центроид находится в середине отрезка, соединяющего середины диагоналей .
Во вписанном четырёхугольнике "центроид площади" Ga,  "центроид вершин" Gv и пересечение P диагоналей лежат на одной прямой. Для расстояний между этими точками выполняется равенство
{\displaystyle PG_{a}={\tfrac {4}{3}}PG_{v}.}

## Другие свойства

Японская теорема

- Теорема Монжа об ортоцентре вписанного четырехугольника. 4 отрезка прямых (4 антимедатрисы), проведенных из середин 4 сторон вписанного четырехугольника перпендикулярно к противолежащим сторонам, пересекаются в ортоцентре Н этого четырехугольника.[33],[34]

- Японская теорема о вписанном четырёхугольнике. Во вписанном четырёхугольнике ABCD центры вписанных окружностей треугольников ABC, BCD, CDA и DAB являются вершинами прямоугольника. Это одна из теорем, известных как японская теорема. Ортоцентры тех же четырёх треугольников являются вершинами четырёхугольника, равного ABCD. Центроиды этих четырёх треугольников являются вершинами другого вписанного четырёхугольника[4].

- Следствие теоремы о вписанном угле. Во вписанном четырёхугольнике ABCD с центром описанной окружности O пусть P — точка пересечения диагоналей AC и BD. Тогда угол APB является средним арифметическим углов AOB и COD. Это является прямым следствием теоремы о вписанном угле и теоремы о внешнем угле треугольника[англ.].

- Теорема о перпендикулярности внутренних биссектрис углов при вершинах E и F, образованных на пересечениях двух пар противоположных сторон вписанного четырёхугольника. Если противоположные стороны вписанного четырёхугольника продолжить до пересечения в точках E и F, то внутренние биссектрисы углов в E и F перпендикулярны[16].

- Теорема о 4 проекциях 4 вершин  вписанного четырёхугольника.  Пусть {\displaystyle ABCD} — вписанный четырёхугольник, {\displaystyle A_{1}} — основание перпендикуляра, опущенного из вершины {\displaystyle A} на диагональ {\displaystyle BD}; аналогично определяются точки {\displaystyle B_{1},C_{1},D_{1}}. Тогда точки {\displaystyle A_{1},B_{1},C_{1},D_{1}} лежат на одной окружности.[35]

- Теорема о числовом четырехугольнике. Не существует вписанных четырёхугольников с рациональной площадью и неравными рациональными сторонами, образующими арифметическую, либо геометрическую прогрессию[36].

- Теорема о числовом четырехугольнике. Если вписанный четырёхугольник имеет длины сторон, образующие арифметическую прогрессию, то четырёхугольник является также внешне описанным[англ.].

## Четырёхугольники Брахмагупты
Четырёхугольник Брахмагупты — это вписанный четырёхугольник с целочисленными длинами сторон, целочисленными длинами диагоналей и целочисленной площадью. 
Все четырёхугольники Брахмагупты со сторонами a, b, c, d, диагоналями e, f, площадью  S, и радиусом описанной окружности R можно получить путём избавления от знаменателя в следующих выражениях (при рациональных параметрах t, u и v):
{\displaystyle a=[t(u+v)+(1-uv)][u+v-t(1-uv)]}
{\displaystyle b=(1+u^{2})(v-t)(1+tv)}
{\displaystyle c=t(1+u^{2})(1+v^{2})}
{\displaystyle d=(1+v^{2})(u-t)(1+tu)}
{\displaystyle e=u(1+t^{2})(1+v^{2})}
{\displaystyle f=v(1+t^{2})(1+u^{2})}
{\displaystyle S=uv[2t(1-uv)-(u+v)(1-t^{2})][2(u+v)t+(1-uv)(1-t^{2})]}
{\displaystyle 4R=(1+u^{2})(1+v^{2})(1+t^{2}).}

## Свойства ортодиагональных  вписанных четырёхугольников

### Площадь и радиус описанной окружности
Пусть для вписанного четырёхугольника, являющегося также ортодиагональным (т.е. имеющим перпендикулярные диагонали), пересечение диагоналей делит одну диагональ на отрезки длиной p1 и p2, а другую делит на отрезки длиной q1 и q2. Тогда (первое равенство является Предложением 11 в книге Архимеда «Леммы»)
{\displaystyle D^{2}=p_{1}^{2}+p_{2}^{2}+q_{1}^{2}+q_{2}^{2}=a^{2}+c^{2}=b^{2}+d^{2}},
где D — диаметр описанной окружности. Равенство выполняется ввиду того, что диагонали являются перпендикулярными хордами окружности. Отсюда следует, что радиус описанной окружности R удовлетворяет равенству
{\displaystyle R={\tfrac {1}{2}}{\sqrt {p_{1}^{2}+p_{2}^{2}+q_{1}^{2}+q_{2}^{2}}}}
или, через стороны четырёхугольника
{\displaystyle R={\tfrac {1}{2}}{\sqrt {a^{2}+c^{2}}}={\tfrac {1}{2}}{\sqrt {b^{2}+d^{2}}}.}
Отсюда также следует, что
{\displaystyle a^{2}+b^{2}+c^{2}+d^{2}=8R^{2}.}
Таким образом, согласно формуле Эйлера, радиус можно выразить через диагонали p и q и расстояние x между серединами диагоналей
{\displaystyle R={\sqrt {\frac {p^{2}+q^{2}+4x^{2}}{8}}}.}
Формула для площади K вписанного ортодиагонального четырёхугольника можно получить непосредственно через стороны, если скомбинировать теорему Птолемея (см. выше) и формулу площади ортодиагонального четырёхугольника. В результате получим
{\displaystyle S={\tfrac {1}{2}}(ac+bd).}

### Другие свойства
- Во вписанном ортодиагональном четырёхугольнике антицентр совпадает с точкой пересечения диагоналей[39].

- Теорема Брахмагупты утверждает, что во вписанном четырёхугольнике, являющемся  также ортодиагональным, перпендикуляр от любой стороны через точку пересечения диагоналей делит противоположную сторону пополам[39].

- Если вписанный четырёхугольник является также ортодиагональным, расстояние от центра описанной окружности до любой стороны равно половине длины противоположной стороны [39].

- Во вписанном ортодиагональном четырёхугольнике расстояние между серединами диагоналей равно расстоянию между центром описанной окружности и точкой пересечения диагоналей [39].

## Внешние ссылки
- Derivation of Formula for the Area of Cyclic Quadrilateral
- Incenters in Cyclic Quadrilateral at cut-the-knot
- Four Concurrent Lines in a Cyclic Quadrilateral at cut-the-knot
- Weisstein, Eric W. Cyclic quadrilateral (англ.) на сайте Wolfram MathWorld.
- Euler centre and maltitudes of cyclic quadrilateral at Dynamic Geometry Sketches, interactive dynamic geometry sketch.